# 鳥の海の干拓
鳥の海の干拓（とりのうみのかんたく）は、秋田県横手市に伝わる伝説である。横手市の所在する横手盆地が大昔は広大な湖であったが、湖水を日本海へ流し出す干拓をおこなって広い農地を得たという経緯を述べている。

## 伝説のあらすじ
人々が地上に暮らすようになって間もない頃の河辺郡、仙北郡、平鹿郡、雄勝郡は、「鳥の海」と呼ばれる広い湖であった。
あるとき塩釜（現在の宮城県）から、塩釜神社に祀られた塩釜大明神の子孫「明永長者」(みょうえいちょうじゃ)、「明保長者」(みょうほちょうじゃ)という2人の兄弟がやって来た。兄の明永長者が病に倒れたため、2人は近隣の民家に助けを求めた。その家の娘の献身的な看護のおかげで明永長者は快復した。
2人はその家の主人に誘われて船で湖へ出た。湖面の向こうにそびえる鳥海山、背後の御嶽山の森などに見とれるうち、水戸(河辺郡)付近の谷間から湖水が流れ出ているのを見つけた。ここを切り水を捌けば広い平野が得られると明永長者は考え、明保長者も頷いた。主人は驚いていたが、2人は彼の娘にお礼の小袖を置いてその家を去った（旧山内村外山(そでやま)の地名の由来といわれている)。
2人は湖の下流、水上浦(みなかみうら)という場所で神々に工事成就を祈願したが、そこへ老婆が現れて酒を勧めた。その酒はいくら飲んでも無くならず、気付けば老婆はいない。老婆が龍神様の化身だと気付いた2人は、この場所を女造酒(めめき)村と名付けた(旧雄和町女米木といわれている)。
干拓工事が始まった。女造酒の西北の谷を掘った土は人夫が「猿手」(さるで)という道具で運んだ(旧雄和町左手子（さでこ）の由来といわれている)。
工事は長期間に及んだが、やがて谷が開くと湖水は懸河となって日本海へと流れ出た。そこへ「だいだらぼっち」という巨男が現れた。その右足は奥羽山脈の麓の長者森(横手市)に、左足は出羽山地の八沢木(旧大森町)にあり、彼が水をかいたり泥をすくったりしたため水は順調に抜けていった。彼は太平山の森へと去った。三吉神社の化身であったと思われる。
明保長者はこの新しい平野に住み着き、地元の人々に灌漑や農業の技術を教えた。人々は彼に「副川長者」(そえかわちょうじゃ)という名を献呈し、のちに副川神社を建立した。
明永長者はこの平野を山北(「やまきた」。のちの仙北(せんぼく))と名付けた。彼も農業の知識を人々に教授した。彼は御嶽山の国見峠から平野を見回した。また彼は人々を集めて酒を振るまい、神楽を演奏して、工事の成功を祝ったという。以上が御嶽山・塩湯彦神社(しおゆひこじんじゃ)に伝わる伝説である。
横手市には「明永町」という地名が残り、同町の熊野神社付近には「明永沼」がある。そこから御嶽山が見える。

## 伝説の背景

### 横手盆地の形成
伝説の舞台となる横手盆地は、雄物川とその支流がつくったいくつもの沖積地からなる、面積は693.59平方キロメートルで、東京23区や琵琶湖の面積に匹敵する広大かつほぼ低平な盆地である。秋田県南東部から北西方向に流れる雄物川は、秋田市雄和女米木、雄和左手子付近の狭搾部では両側から山地が迫る間を大きく蛇行し、日本海へと流れ下っている。
第三紀の末頃から、現在の東北地方にあたる地域に、太平洋プレートの西進を原因とする東西方向からの圧縮力が加わるようになった。そのため褶曲と逆断層が交互に生じ、縦にしわが並ぶように低地と高地が交互に現れた。秋田県から岩手県にかけて、低地(秋田平野)、山地(出羽山地)、低地(横手盆地)、山地(奥羽山脈)、低地(北上盆地)、山地(北上山地)という地形の配置となった。

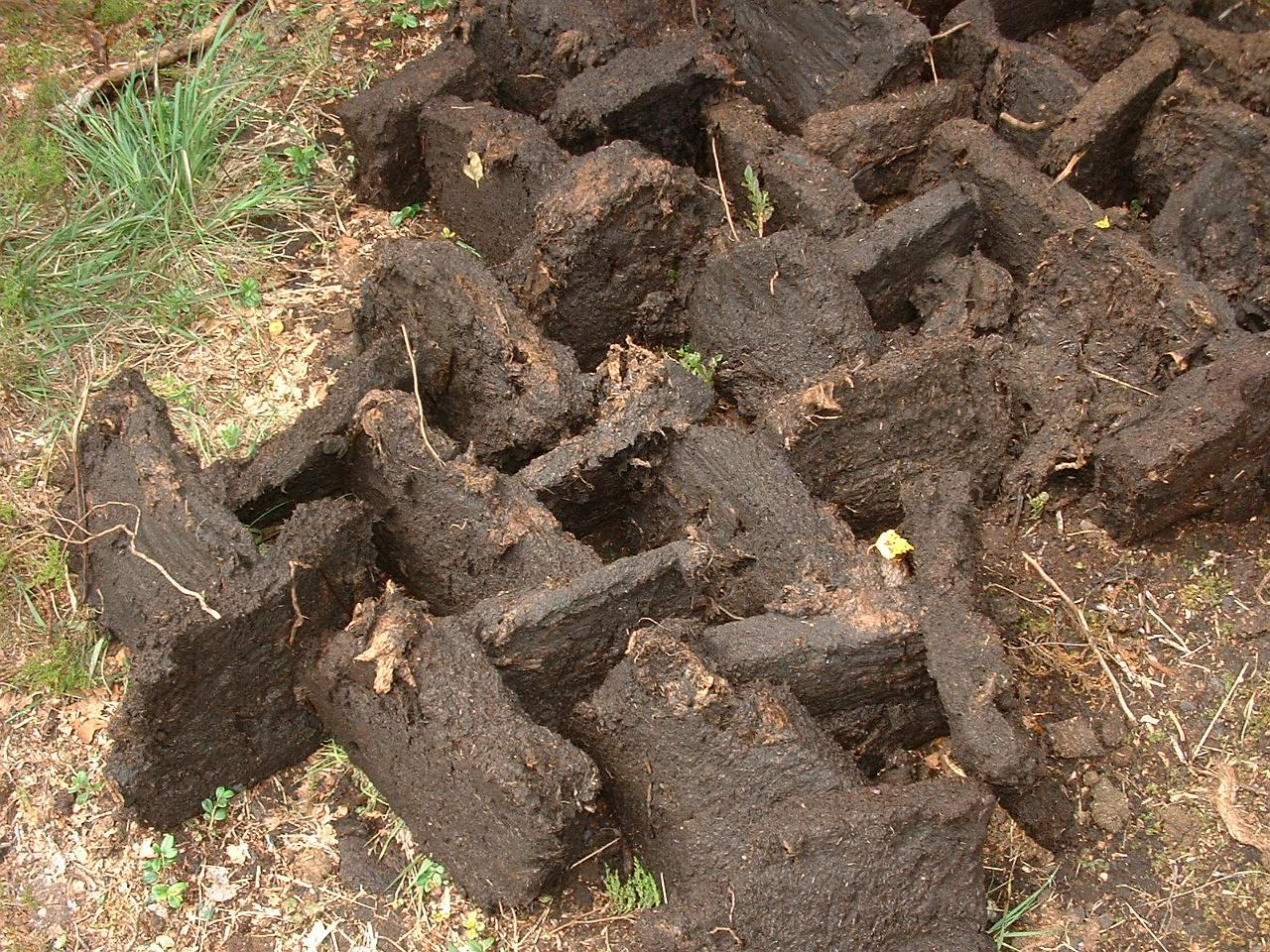
泥炭

第四紀になると、山地は圧縮力によりさらに隆起し、低地はさらに低くなってそこに河川が大量の土砂を運んだため、厚い堆積物に覆われた盆地が発達していった。横手盆地の奥羽山脈沿いには現状でもいくつかの扇状地が形成されているが、横手市平鹿町上吉田から同市大雄阿気を経て大仙市角間川に至る広範囲にわたって緩勾配ながら扇状地状の様相を呈しており、これを小田島宏は「古雄物川扇状地」と呼称している。また、横手盆地の中央部、下吉田、田村の両地区の地表近くには、そこが湿地帯であったことを示す泥炭層が分布しており、最も新しい泥炭層は完新世(約5,000年前)まで下るという分析結果が出ている。
約1万年前、完新世に入ると、それまで続いていた氷期が終わり、気温の上昇により縄文海進が起こった。縄文海進の最も進んだ縄文時代早期末葉から前期前葉にかけては、海面の高さは現在よりも3メートルないし5メートル前後高かったと考えられる。河川の水量も多かったとみられ、とくに勾配の緩やかな横手盆地は蛇行帯も広く、現在、盆地における最低位段丘とされる標高差数メートルの河岸段丘も、この時期あるいはこれに相前後して形成された可能性がある。雄物川は盆地内でその流路を幾度か変え、やがて奥羽山脈側(東側)から支流の河川が土砂を運び現成扇状地ないし沖積地を発達させたことで、流路を徐々に西へ移動させていったものと推定される。

### 満徳長者・地福長者伝説
「鳥の海の干拓」の長者伝説は「三熊野社別華厳院古記」に記載された伝承であるが、これとは別に「秋田六郡三十三観音巡礼記」には、
長者森の満徳長者は、卜部保昌といい、出家して保昌坊と称した。彼は、紀伊国の熊野の霊所に詣でて上洛し、仏師定朝に観音三十三体を造らせ、教円阿闍梨の開眼供養をうけて帰り、秋田三十三観音札所を草創した。また、平鹿、山北、雄勝の各郡に吉沢・杉沢の流れを用水としてひき、百姓に田畑を多く耕作させて、大きな屋敷に住み、蔵を数えきれないほどもち、牛馬、犬、鶏も多数飼って富み栄えた。その系譜をたどれば地福長者もその一族であり、それぞれ、清原光頼・清原武則と血縁関係にある。
という満徳長者・地福長者の伝説の記載がある。

### 歴史的背景
明永・明保長者による「鳥の海の干拓」と満徳・地福長者の伝説は、ともに鎌倉時代以降に成立した伝承と考えられるが、いずれも古い時代の横手盆地の開発を物語ると考えられる。丘陵を切り開いて湖水を流し出して干拓するという明永・明保長者の人智・人力を超越するような働きは、言い換えれば、膨大な数の民衆を駆使して大がかりな土木工事をとりおこない、用排水を大々的に整備して、低湿地をどんどん耕地に変えていった開発領主の姿である。ここに、御嶽・副川などの式内社に出てくる神が登場しているのは、横手盆地の開発が、これらの信仰と固く結びついて展開されたであろうことを示唆している。
満徳・地福長者の伝承については、それぞれが富貴をあらわす縁起のよい名がつけられており、11世紀から12世紀にかけて全国各地でみられる伝説と共通点が多い(ただし、それだけで伝承の成立年代まで結論づけることはできない)。この2人の長者もまた、多数の百姓をかかえる開発領主であるが、ここでも御嶽信仰、熊野信仰が結びついており、中央、地方にまたがる由緒づけがなされている。特に長者の系譜に出羽清原氏が登場している点が注目される。ここで『陸奥話記』の前九年合戦における清原軍の陣立てなどをみると、清原氏が各地の領主層と思われる吉彦(吉美侯)氏や橘氏を組織し、陸奥側の安倍氏に匹敵もしくは凌駕する軍勢の動員力を有している点から見て、「長者」と清原氏の間に何らかの関係があったと考えても決して不自然ではない。
いずれにせよ、この2つの伝説は、古代末期から中世初頭にかけての辺境における農地開発や在地権力の形成の様相の一端を示すものではないかと考えられるのである。

## 備考
この伝説は、日本のテレビアニメ『まんが日本昔ばなし』でも取り上げられた(1990年3月17日放映『鳥の海の開拓』)